# Assistent-resident

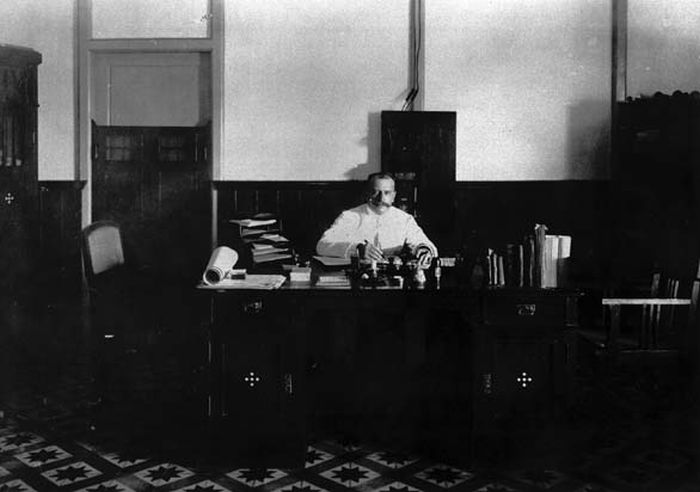
Assistent-resident Hens (assistent-resident van Ende) achter zijn schrijftafel

De assistent-resident was in Nederlands-Indië de hoogste Nederlandse ambtenaar in een afdeling of assistent-residentie van het plaatselijk bestuur, dat viel onder het Binnenlands Bestuur (BB).
Enige afdelingen samen vormden een residentie, met aan het hoofd een resident. Boven de resident stond de gouverneur-generaal, die Nederlands-Indië regeerde in naam van de koning(in) der Nederlanden.
De assistent-resident werkte samen met de regent, een door het Nederlands bestuur bij voorkeur uit de leden van plaatselijke aanzienlijke, inheemse families gekozen functionaris. Deze was zowel door zijn gezag bij de bevolking als door zijn kennis voor de assistent-resident onmisbaar. De regent was de hoogste ambtenaar van het Inlands Bestuur.
De assistent-resident was in zijn gebied tevens gewoon ambtenaar van de burgerlijke stand (ABS). Waar geen notaris was aangesteld nam hij tevens het notariaat waar. Ook kon de taak van plaatsvervangend landrechter (politierechter) tot zijn werkzaamheden behoren.
In sommige hoofdplaatsen was de assistent-resident tevens het hoofd van de politie, zoals in Batavia, Samarang, Soerabaja, Padang, Palembang en Makasser.
De titel assistent-resident werd gedragen door:
- alle hoofden van plaatselijk bestuur op Java en Madoera, later ook in de Buitenbezittingen.
- enige hoofden van gewestelijk bestuur, te weten van
  - de afdelingen Buitenzorg 1832-1867 en Krawang -1901 (daarna afdelingen van de residentie Batavia) en van de afdeling Banjoewangi 1849-1881 (dan afdeling van de residentie Besoeki)
  - de assistent-residenties Madioen 1832-1866 (residentie 1866), Patjitan 1832-1866 (kort een zelfstandige residentie 1866, dan afdeling van de residentie Madioen) en Billiton 1854-1932 (dan afdeling van de residentie Banka en Onderhoorigheden).